# 最低。
『最低。』（さいてい）は、2016年に発表された紗倉まな執筆の文芸作品。2016年2月12日にKADOKAWA/メディアファクトリーから単行本が発売。2017年9月23日に角川文庫から文庫版が発売された。コミック化、映画化もされている。

## 概要
AV女優、タレントとしても活動する紗倉まなの小説デビュー作。AV出演歴のある母親を憎む少女・あやこなどアダルトビデオ、風俗産業に関係する4人の女性を主人公に描く連作短編集である。
紗倉が書き溜めていた短編がベースとなっているが、担当編集者のアドバイスにより連作短編集となった。紗倉はのちに「明るい作品ではないから夏に発売するのは向いていないって言われて、冬の発売になった」と執筆の裏話を述べている。

## 漫画
原作：紗倉まな。作画：紺條夏生。双葉社「毒りんごcomic」Vol.16より連載され、全6回で完結。単行本は2017年11月22日、双葉社のアクション・コミックスから発売。原作の一遍であるAV女優・綾乃の物語を軸に描く。

## 映画
瀬々敬久が監督し2017年11月に公開。第30回『東京国際映画祭』コンペティション部門出品作。テーマをAV女優と家族の関係に絞り、短編3本を再構成した内容となっている。
主題歌は泉まくらによる書き下ろしの新曲“ふちどり”。121分。

### キャスト
橋口美穂
演 - 森口彩乃
平凡な日常に耐えきれず、新しい扉を開く34歳の主婦。
彩乃
演 - 佐々木心音
売れっ子AV女優として多忙な毎日を送る25歳。
あやこ
演 - 山田愛奈
奔放な母親に振り回される17歳の高校生。
泉美
演 - 渡辺真起子

知恵
演 - 根岸季衣

孝子
演 - 高岡早紀

健太
演 - 忍成修吾

日比野
演 - 森岡龍

男
演 - 斉藤陽一郎

美沙
演 - 江口のりこ

### スタッフ
- 監督：瀬々敬久[7]
- 原作：紗倉まな（『最低。』KADOKAWA刊）
- 脚本：小川智子、瀬々敬久
- 製作：堀内大示
- 企画：栗橋三木也
- プロデューサー：小林剛、武内健、橋口一成
- ラインプロデューサー：大原盛雄
- 撮影：佐々木靖之
- 照明：秋山恵二郎
- 録音：高田伸也
- 美術：丸尾知行
- 編集：今井俊裕
- 音楽：入江陽
- 配給：KADOKAWA